# Ortensio Visconti Aicardi
Ortensio Visconti Aicardi (Milano, 21 giugno 1651 – Milano, 12 giugno 1725) è stato un vescovo cattolico italiano.

## Biografia
Membro della nobile famiglia dei Visconti Aicardi, divenne nel 1685 canonico della cattedrale metropolitana, pro-vicario dell'arcivescovo e infine arciprete del duomo di Milano dal 1698.
Il 12 giugno 1702 venne eletto vescovo di Lodi. L'11 luglio 1709 consacrò ufficialmente la collegiata di San Giovanni Battista di Melegnano. Il 31 maggio 1710 concesse il titolo di prevosto al rettore della chiesa della Natività della Beata Vergine Maria in Castelnuovo Bocca d'Adda, una delle prime concessioni in questo senso, dopo Codogno, in tutta la diocesi di Lodi. Uno dei suoi primi intenti dopo essere stato eletto fu quello di iniziare una visita pastorale nella propria diocesi, che però venne bruscamente interrotta dallo scoppio della Guerra di successione spagnola. Era cugino del vescovo di Cremona Alessandro Croce di cui celebrò i funerali nel 1704.

## Genealogia episcopale
La genealogia episcopale è:
- Cardinale Scipione Rebiba
- Cardinale Giulio Antonio Santori
- Cardinale Girolamo Bernerio, O.P.
- Arcivescovo Galeazzo Sanvitale
- Cardinale Ludovico Ludovisi
- Cardinale Luigi Caetani
- Cardinale Ulderico Carpegna
- Cardinale Paluzzo Paluzzi Altieri degli Albertoni
- Cardinale Gaspare Carpegna
- Cardinale Fabrizio Paolucci
- Vescovo Ortensio Visconti